# سیارک ۴۵۰۲
سیارک ۴۵۰۲ (به انگلیسی: 4502 Elizabethann، نامگذاری:1989KG) چهار هزار و پانصد و دومین سیارک کشف شده‌است که در ۲۹ مه ۱۹۸۹ کشف شد.
قدر مطلق سیارک برابر ۱۱٫۷۰ است.